# 梅屋莊吉

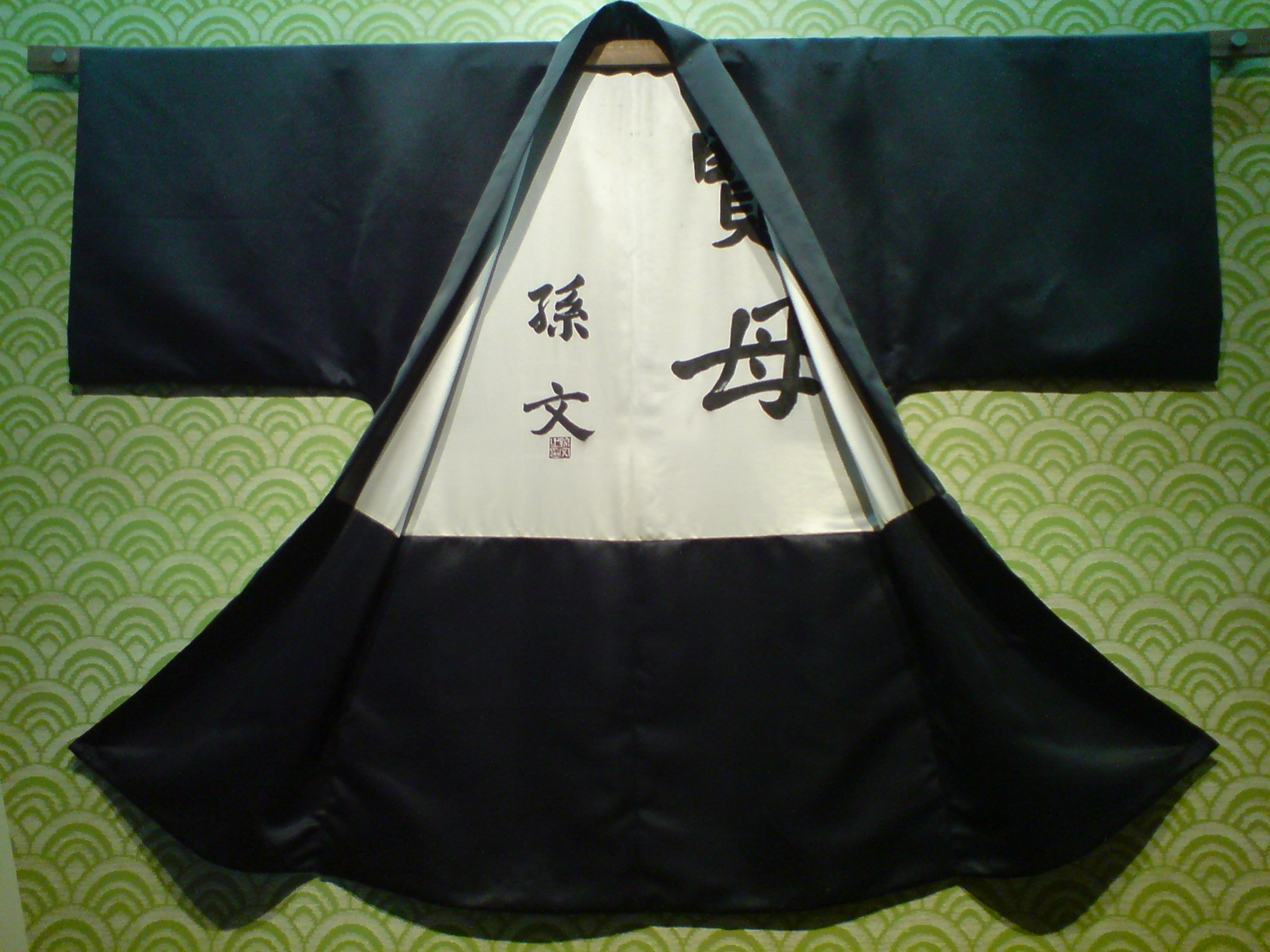
孙中山为梅屋庄吉亲笔写下的“贤母”二字。此为藏于广州长洲岛孙中山故居的复制品。

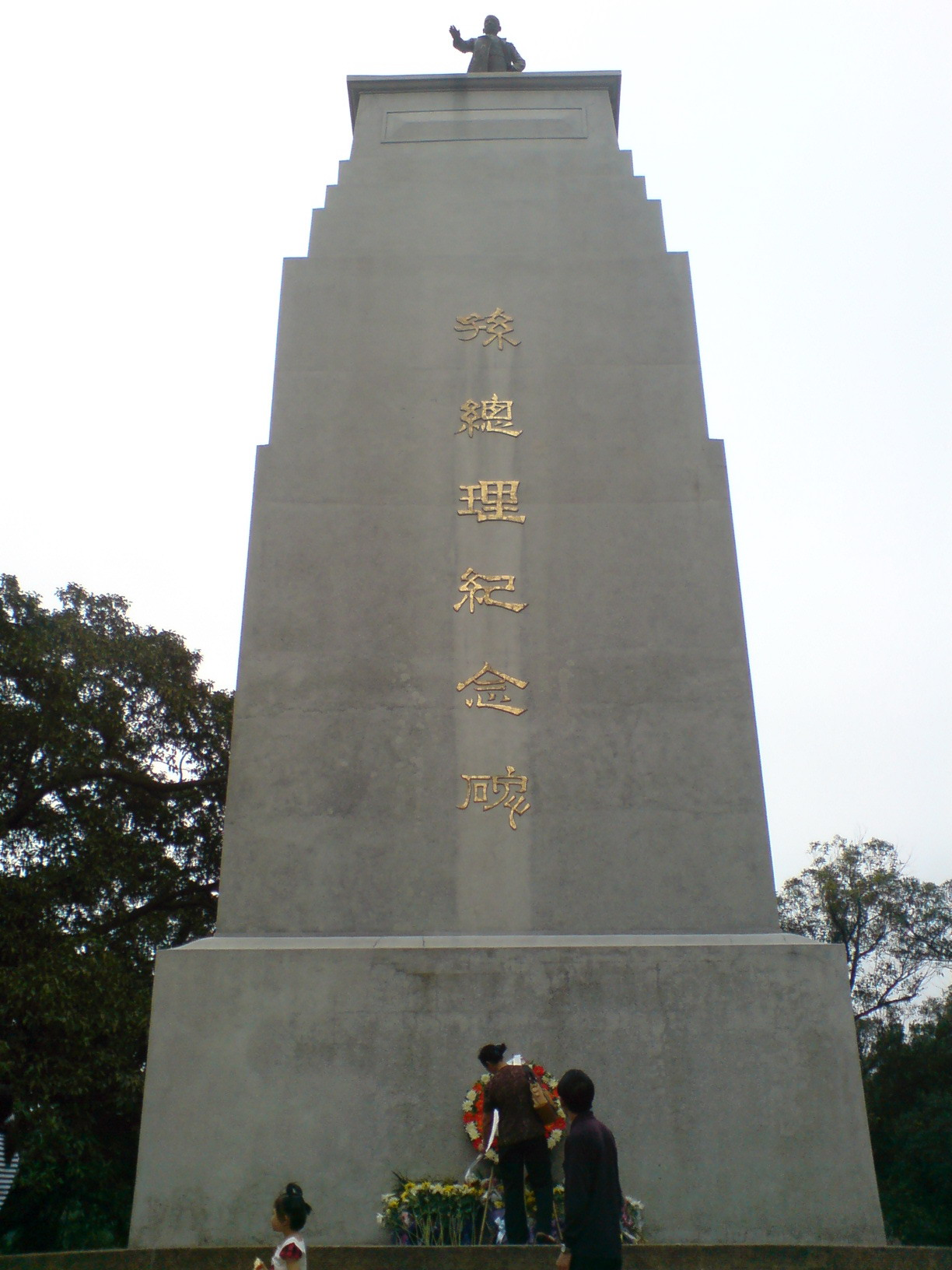
梅屋庄吉出资铸造4尊孙中山铜像，其中的一尊赠与广州黄埔军校并安置在军校附近的孙总理纪念碑顶

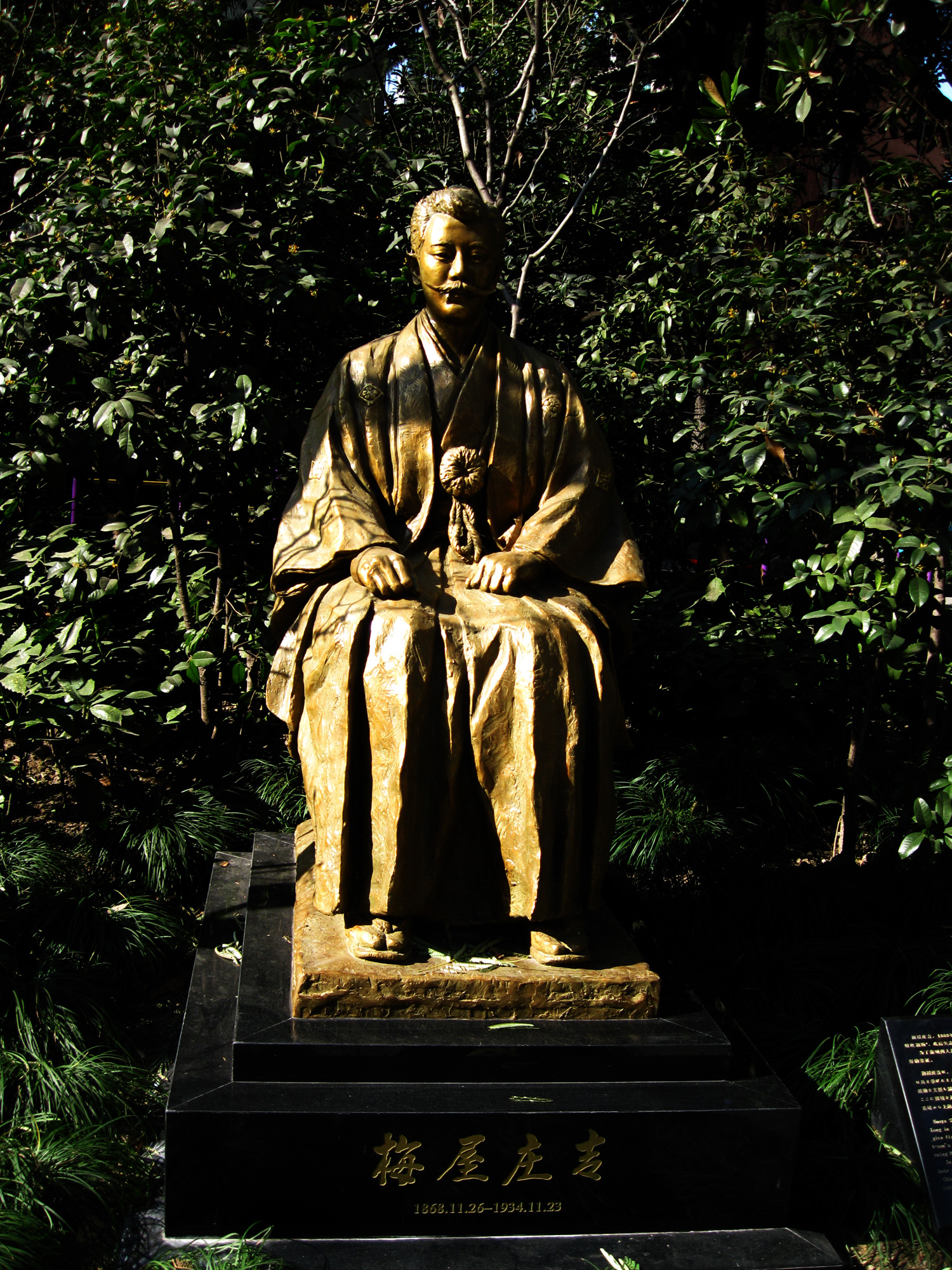
立於上海紹興公園内的梅屋莊吉坐像（2011年長崎市贈）

梅屋庄吉（1868年11月26日—1934年11月23日），日本企業家，出生于长崎。
出生不久后便成为梅屋商店老板（市中心铁桥旁贸易商）的养子。梅屋庄吉自己回忆录中写到：“吾四、五岁时，得到明治财界巨人岩崎弥太郎厚爱，与后藤象二郎伯爵也很亲近，那时我家是土佐商会的房东，我是房东的儿子；15岁时我乘家里的船「鹤江丸」去了中国上海；目睹了上海的繁荣发达！”
梅屋莊吉是日活電影公司創始人。1895年1月在香港經營照相館時與孫中山認識，為孫中山日本友人。後在新加坡開設電影院。武昌起義期間，梅屋莊吉曾經為孫中山攝錄革命的實況，成為紀錄片。在孫中山革命生涯中，梅屋莊吉傾其家財，為孫中山的革命購置飛機等武器，並在日本培養中國飛行員。
在孫中山身後，梅屋莊吉计划斥資鑄造七尊孙中山铜像，其中六尊赠与中国大陆，一尊留在日本，但因资金有限仅建成四尊，分別赠与南京中央軍事政治學校、广州中山大学、黄埔军校和香山县孙中山故居，其中位于孙中山故居的铜像于1938年移往澳门。當時中日關係在低谷，日本人在中國有生命危險。
孫中山生前，曾經揮毫寫下“賢母”兩個大字於一件綢質短褂內衫，表達讚頌梅屋莊吉夫婦照料宋慶齡和孫中山的恩情。
東京日比谷公園內的法國餐廳松本樓創業者小坂梅吉是梅屋庄吉的姻親。